# Rane Jonsen
Rane Jonsen (1254–1294) var väpnare och kammarmästare hos den danske kungen Erik Klipping.
Rane Jonsen var en av de nio adelsmän som vid Danehoffet i Nyborg, pingsten 1287 dömdes fredlös, som medskyldig till mordet på kungen, i Finderup året innan. Jonsen flydde tillsammans med flera andra av de fredlösa till Norge. 1290 gick de, skyddade av den norska flottan, i land på Rane Jonsens ö Hjelm i Kattegatt, där man slog sig ner och använde ön som bas för falskmynteri och plundringståg mot danskar och tyska köpmän. 1294 fångades Jonsen och steglades till döds i Roskilde.
En gammal jordvall på den jylländska kusten, mitt emot Hjelm, kallas än idag för "Ranes Ladegaard". 